# Remance
Remance es un corregimiento del distrito de San Francisco en la provincia de Veraguas, República de Panamá. La localidad tiene 1.618 habitantes (2010).